# Indigofera thesioides
Indigofera thesioides är en ärtväxtart som beskrevs av Jarvie och Charles Howard Stirton. Indigofera thesioides ingår i släktet indigosläktet, och familjen ärtväxter. Inga underarter finns listade i Catalogue of Life.